# Андерсон (округ, Південна Кароліна)
Шаблон:StateAbbr_ 34°31′ пн. ш. 82°38′ зх. д. / 34.52° пн. ш. 82.64° зх. д.
Округ Андерсон (англ. Anderson County) — округ (графство) у штаті Південна Кароліна, США. Ідентифікатор округу 45007.

## Історія
Округ утворений 1826 року.

## Демографія
За даними перепису
2000 року
загальне населення округу становило 165740 осіб, зокрема міського населення було 96571, а сільського — 69169.
Серед мешканців округу чоловіків було 80076, а жінок — 85664. В окрузі було 65649 домогосподарств, 47276 родин, які мешкали в 73213 будинках.
Середній розмір родини становив 2,94.
Віковий розподіл населення поданий у таблиці:
| Стать    | До 15 років | 15-21 | 22-29 | 30-39 | 40-49 | 50-65 | 65-85 | Понад 85 |
| -------- | ----------- | ----- | ----- | ----- | ----- | ----- | ----- | -------- |
| Чоловіки | 17502       | 7313  | 8206  | 11945 | 12094 | 13813 | 8566  | 637      |
| Жінки    | 16660       | 7361  | 8513  | 12323 | 12686 | 14697 | 11717 | 1707     |

## Суміжні округи
- Пікенс — північ
- Грінвілл — північний схід
- Лоренс — схід
- Аббвілл — південь
- Елберт, Джорджія — південний захід
- Гарт, Джорджія — захід
- Оконі — північний захід

## Виноски
1. ↑  U.S. Decennial Census. United States Census Bureau. Архів оригіналу за 26 квітня 2015. Процитовано 15 березня 2015.
2. ↑  Historical Census Browser. University of Virginia Library. Архів оригіналу за 11 серпня 2012. Процитовано 15 березня 2015.
3. ↑  Forstall, Richard L., ред. (27 березня 1995). Population of Counties by Decennial Census: 1900 to 1990. United States Census Bureau. Архів оригіналу за 2 лютого 2015. Процитовано 15 березня 2015.
4. ↑  Census 2000 PHC-T-4. Ranking Tables for Counties: 1990 and 2000 (PDF). United States Census Bureau. 2 квітня 2001. Архів оригіналу (PDF) за 18 грудня 2014. Процитовано 15 березня 2015.
5. ↑  State & County QuickFacts. United States Census Bureau. Архів оригіналу за 6 липня 2011. Процитовано 22 листопада 2013. [Архівовано 2011-06-29 у Wayback Machine.](англ.) Наведено за англійською вікіпедією.
6. ↑  American FactFinder. Бюро перепису населення США. Архів оригіналу за 26 лютого 2012. Процитовано 31 січня 2008. [Архівовано 2008-05-21 у Wayback Machine.]

| США | Це незавершена стаття з географії США. Ви можете допомогти проєкту, виправивши або дописавши її. |